# Zlogona Gora
Zlogona Gora este o localitate din comuna Oplotnica, Slovenia, cu o populație de 83 de locuitori.